# Festival de Verbier
El Festival de Verbier es un festival internacional de música clásica, que se celebra cada año durante dos semanas a finales de julio y principios de agosto desde 1994 en Verbier, Suiza. 
En él han participado artistas internacionales de la talla de Evgeny Kissin, Martha Argerich, Mischa Maisky, Thomas Quasthoff, Lang Lang, Yuja Wang, Leif Ove Andsnes y Emanuel Ax.